# Я живу своїм життям
Я живу своїм життям (англ. I Live My Life) — американська комедійна драма режисера В. С. Ван Дайка 1935 року.

## Сюжет
Кей Бентлі, відпочиваючи на яхті зі своїм батьком і майбутнім чоловіком, виявляється біля берегів Греції. Сумуючи дівчина сходить на берег, спокушена екзотичною перспективою покататися на віслючку. Піднявшись на гору, вона зустрічається з археологічною експедицією, що проводить розкопки. Її непривітно хоче випровадити з місця розкопок Террі О'Ніл, однак Кей симулює розтягнення ноги і просить археолога відвести її вниз у село, оскільки віслюк втік.
По дорозі він говорить про те, що, крім презирства, нічого не відчуває до пустих багатіїв, а більше яхт він ненавидить тільки власників яхт. Кей заінтригована особистістю Террі і на наступний день, прикинувшись секретаркою свого власного батька, проводить день з Террі.

## У ролях
- Джоан Кроуфорд — Кей Бентлі
- Брайян Ахерн — Террі О'Ніл
- Френк Морган — Дж. П. Бентлі
- Елін МакМеон — Бетті Коллінз
- Ерік Блор — Гай, дворецький Бентлі
- Фред Кітінг — Джин Пайпер
- Джессі Ральф — бабуся Кей
- Френк Конрой — доктор
- Етьєн Жирардо — професор